# Songs for Silverman
Songs for Silverman är ett studioalbum av den amerikanska pianorockaren Ben Folds, släppt den 11 april 2005.
Albumet är uppkallat efter Ben Goldman, Folds A&R på skivbolaget Sony. Folds tyckte att eftersom han hela tiden skickade låtar till Goldman, kunde han lika gärna uppkalla albumet efter honom. Namnet fick dock ändras till Silverman.
Albumet nådde som högst 13:e plats på USA-listan Billboard 200, vilket var rekord med stor marginal för Folds.
En specialutgåva hade en bonus-dvd med en dokumentär, liveframträdanden, intervjuer och bilder "bakom kulisserna". Albumet gavs också ut i en DualDisc-utgåva, där dvd-sidan innehöll albumet i 5.1-ljud, dokumentären och en bonuslåt.
Gracie är tillägnad Folds dotter med samma namn. Gracies tvillingbror Louis fick en låt tillägnad sig på albumet Rockin' the Suburbs 2001.
Give Judy My Notice hade tidigare getts ut i en annan version på EP-skivan Speed Graphic 2003.
Late är en hyllning till musikern Elliott Smith, som nyligen hade dött.
"Weird Al" Yankovic körar på Time.
Två av bonuslåtarna är covers, Side of the Road av Lucinda Williams och Bitches Ain't Shit av Dr. Dre. Den senare hade släppts som singel strax innan albumet släpptes.

## Låtlista

### Originalutgåvan
| Nr  | Titel               | Längd | Kompositör |
| --- | ------------------- | ----- | ---------- |
| 1.  | Bastard             | 5:23  | Folds      |
| 2.  | You to Thank        | 3:36  | Folds      |
| 3.  | Jesusland           | 4:30  | Folds      |
| 4.  | Landed              | 4:28  | Folds      |
| 5.  | Gracie              | 2:40  | Folds      |
| 6.  | Trusted             | 4:08  | Folds      |
| 7.  | Give Judy My Notice | 3:37  | Folds      |
| 8.  | Late                | 3:58  | Folds      |
| 9.  | Sentimental Guy     | 3:03  | Folds      |
| 10. | Time                | 4:30  | Folds      |
| 11. | Prison Food         | 4:15  | Folds      |

### Bonuslåt på japanska utgåvan
| Nr  | Titel            | Längd | Kompositör |
| --- | ---------------- | ----- | ---------- |
| 12. | Side of the Road | 2:58  | Williams   |

### Bonuslåt på DualDisc-utgåvan
| Nr  | Titel                    | Längd | Kompositör |
| --- | ------------------------ | ----- | ---------- |
| 12. | Landed (Strings Version) | 4:47  | Folds      |

### Bonuslåt på vinylutgåvan
| Nr  | Titel              | Längd | Kompositör                                  |
| --- | ------------------ | ----- | ------------------------------------------- |
| 12. | Bitches Ain't Shit | 3:54  | Broadus, Brown, Young, Arnaud, Curry, Wolfe |

## Medverkande
- Ben Folds - Piano, sång
- Jared Reynolds - Elbas, bakgrundssång
- Lindsay Jamieson - Trummor, bakgrundssång
- Bucky Baxter - Pedal steel guitar, 12-strängad gitarr
- Frally Folds - Bakgrundssång
- David Henry - Cello
- Ned Henry - Fiol
- John Mark Painter - Kontrabas, valthorn
- "Weird Al" Yankovic - Bakgrundssång

## Listplaceringar
- - 9[2]
- - 13[3]
- - 20[källa behövs]
- - 65[källa behövs]